# Xã Greenwood, Quận Kossuth, Iowa
Xã Greenwood (tiếng Anh: Greenwood Township) là một xã thuộc quận Kossuth, tiểu bang Iowa, Hoa Kỳ. Năm 2010, dân số của xã này là 913 người.